# Карашев Аали Азімович
Аали Азімович Карашев (кирг. Аалы Азимович Карашев; нар. 30 жовтня 1968) — киргизький політик, виконував обов'язки прем'єр-міністра Киргизької Республіки у вересні 2012 року.

## Життєпис
1991 року закінчив Киргизький сільськогосподарський інститут за спеціальність «зооінженер». Кандидат сільськогосподарських наук.
Від 1985 до 1995 року працював на сільськогосподарських підприємствах. Після цього повернувся до альма-матер, де отримав посаду асистента на зооінженерному факультеті.
1996 року отримав пост головного спеціаліста Асоціації органів місцевого самоврядування Киргизстану. 1998 року керував апаратом Конгресу місцевих співтовариств. У 1998-1999 роках працював в Адміністрації президента на посаді заступника начальника відділу місцевого самоврядування й аграрної політики. Після цього там же отримав посаду експерта, потім інспектора, завідувача відділу організаційної роботи й політики державного управління (2000 до 2007).
У листопаді 2007 року був призначений на посаду голови Ошської обласної державної адміністрації.
Від жовтня 2009 до квітня 2010 року займав пост віце-прем'єр-міністра — керівника апарату уряду Киргизької Республіки. Після цього, в липні-грудні 2011 року був радником прем'єр-міністра.
У грудні 2011 року був призначений на посаду завідувача відділу державного й територіального управління та кадрової роботи Апарату президента. Від 23 грудня 2011 до 1 вересня 2012 року обіймав посаду першого заступника голови уряду. Після виходу у відставку Омурбека Бабанова виконував обов'язки прем'єр-міністра. Від 10 вересня 2012 до 18 травня 2015 року очолював Державну кадрову службу. 5 листопада 2015 року знову став першим віце-прем'єром.
Від 14 квітня 2016 до 31 січня 2017 року обіймав посаду першого заступника керівника Апарату президента Киргизької Республіки
1 лютого 2017 року був обраний до складу Жогорку Кенеш.
Автор численних наукових статей і монографій з питань сільського господарства та проблем місцевого самоврядування.